# Philippe de Gaulle
Philippe Henri Xavier Antoine de Gaulle (Parijs, 28 december 1921 – aldaar, 13 maart 2024) was een Frans admiraal en politicus. Hij was de zoon van de befaamde generaal en staatsman Charles de Gaulle, de vroegere president van Frankrijk.

## Levensloop
Philippe de Gaulle was het oudste kind en de enige zoon van Charles de Gaulle. Ten onrechte is wel eens beweerd dat maarschalk Philippe Pétain zijn peter zou zijn geweest. Zelf heeft hij ontkend naar Pétain te zijn genoemd: de voornaam Philippe zou in de familie de Gaulle meer zijn voorgekomen.
Hij was leerling aan het Collège Stanislas in Parijs, waar zijn vader ook school had gelopen. Zelf vertelde hij later dat hij al heel jong marineofficier wilde worden, hoewel zijn vader wou dat hij in de diplomatie ging.
Zijn deelname aan het toelatingsexamen van de École navale in Brest werd onderbroken door het Duitse offensief van mei 1940 tijdens de Tweede Wereldoorlog. Hij verliet Brest op een vrachtschip naar Engeland op 18 juni 1940, de dag waarop zijn vader voor de BBC-radio een oproep aan de Fransen deed om de strijd voort te zetten. Twee dagen later meldde hij zich bij de Vrije Fransen onder leiding van Charles de Gaulle.
Na even gewoon matroos te zijn geweest en tijdens de slag om Engeland bij de brandweer te hebben gewerkt, kon hij zijn examen voor de École navale voltooien en werd hij leerling-officier op een Frans slagschip. Na onder meer een stage op het Royal Naval College in Dartmouth werd hij in 1943 officier. Tijdens de oorlog voer hij voornamelijk op oorlogsschepen voor patrouilles en escortes. In 1944 werd hij tijdens Operatie Overlord commandant van een peloton mariniers. Hij nam deel aan de bevrijding van Parijs en de verdere veldtocht van de geallieerde legers. Op het einde van de oorlog was hij aanwezig bij de verovering van Berchtesgaden.
Na de oorlog werd hij vliegtuigpiloot en vervolgde zijn loopbaan bij de Aéronavale (marinevliegwezen). Hij nam deel aan de Eerste Indochinese Oorlog op een vliegdekschip. Later kreeg hij het commando over eenheden marinevliegtuigen.
Tijdens het presidentschap van zijn vader (1959 -1969) lijkt hij geen invloed op het beleid te hebben gehad. Op privé-ontmoetingen raadpleegde Charles de Gaulle zijn zoon wel eens over bepaalde kwesties, maar hij was zeer op zijn hoede voor nepotisme. Zo is Philippe de Gaulle nooit in de Orde van de Bevrijding opgenomen, hoewel hij een van de eersten is geweest om zich bij de Vrije Fransen aan te sluiten.
Toen zijn vader in 1970 overleed, was het Philippe de Gaulle die de zittende president Georges Pompidou op de hoogte stelde, nog voor het nieuws wereldkundig werd gemaakt.
In 1971 werd hij schout-bij-nacht, in 1975 viceadmiraal en in 1980 admiraal en inspecteur-generaal van de Franse marine.
Na het overlijden van zijn vader (1970) zag een kleine groep gaullisten Philippe de Gaulle als diens natuurlijke opvolger en ijverde ervoor dat hij zich bij de volgende presidentsverkiezingen kandidaat zou stellen. Hijzelf had echter geen grote politieke ambities en verkoos zijn militaire loopbaan voort te zetten. Nadat hij in 1982 met pensioen was gegaan, werd hij politiek actief binnen de gaullistische partij RPR onder leiding van Jacques Chirac. Van 1984 tot 2002 was hij lid van het politiek bureau van de RPR en van 1986 tot 2004 senator voor Parijs.
In zijn latere jaren kwam hij in de aandacht door boeken en interviews over zijn vader. Een paar van die boeken werden bekroond.
In 1947 huwde hij Henriette de Montalembert de Cers (1929-2014), van wie hij vier zonen had: Charles (1948), Yves (1951), Jean (1953) en Pierre (1963).
Philippe de Gaulle werd 102 jaar oud en overleed in Les Invalides waar hij de laatste twee jaar van zijn leven verbleef. Hij is begraven op hetzelfde kerkhof als zijn vader in diens woonplaats Colombey-les-Deux-Églises.

## Publicaties
- De Gaulle, Paris, Plon, 1989, 173 p.
- Mémoires accessoires 1921-1946, Paris, Plon, 1997 ISBN 225918586X.
- Mémoires accessoires 1947-1979, Paris, Plon, 2000 ISBN 2259185878.
- Les Trente Jours qui ont fait de Gaulle, met Michel Tauriac Paris, Economica, 2002 ISBN 2-7178-4352-3.
- De Gaulle, mon père, 2 tomes, met Michel Tauriac, Paris, Plon, 2003-2004 ISBN 226614331X en ISBN 2266143301, prix Honneur et Patrie 2004.
- Mon père en images, met Michel Tauriac, Paris, Michel Lafon, 2006 ISBN 2-7499-0547-8.

- Bibsys: 4061923
- Bibliothèque nationale de France: cb12072185v (data)
- CiNii: DA14655959
- Gemeinsame Normdatei: 120880067
- International Standard Name Identifier: 0000 0000 8414 8299
- Library of Congress Control Number: nr90018371
- Nationale Bibliotheek van Tsjechië: jx20100113001
- Nederlandse Thesaurus van Auteursnamen: 085811483
- Réseau des bibliothèques de Suisse occidentale: 02-A003283295
- Système universitaire de documentation: 029004330
- Virtual International Authority File: 118547817
- WorldCat: E39PBJhCJ43MPQ4f3chMBXQDv3